# Asby församling
Asby församling var en församling i Linköpings stift inom Svenska kyrkan i Ydre kommun i Östergötlands län. Församlingen uppgick 2009 i Norra Ydre församling.
Församlingskyrka var Asby kyrka.
Folkmängd 2006 var 560 invånare.

## Administrativ historik
Församlingen har medeltida ursprung.
Församlingen utgjorde till 1938 ett eget pastorat för att därefter vara moderförsamling i pastoratet Asby och Torpa som sedan 1962 utökades med Norra Vi församling. Församlingen uppgick 2009 i Norra Ydre församling.
Församlingskod var 051202.

## Kyrkoherdar
| Ämbetstid | Namn                               | Levnadstid | Övrigt                                       |
| --------- | ---------------------------------- | ---------- | -------------------------------------------- |
| 1341      | Nicolaus Laufritson                |            |                                              |
| 1345      | Johannes                           |            |                                              |
| 1360-1361 | Simon                              |            |                                              |
| 1372      | Elawus                             |            |                                              |
| 1382-1383 | Heming                             |            |                                              |
| 1403-1410 | Holmsteen                          |            |                                              |
| 1411-1416 | Elauus (Elif)                      |            |                                              |
| 1432-1448 | Eliff Thorisson                    |            |                                              |
| 1454-1460 | Henricus Laurentii                 |            |                                              |
| 1467      | Magnus Nicolai                     |            |                                              |
| 1472      | Ericus Daroli                      |            |                                              |
| 1493-1515 | Johannes Danielis                  |            |                                              |
| 1525      | Olauus Henrici                     |            |                                              |
| 1551-1555 | Nicolaus Karoli                    |            |                                              |
| 1593-1616 | Magnus Johannis                    | -1616      |                                              |
| 1617-1629 | Samuel Magni                       | 1582-1629  |                                              |
| 1629-1667 | Birger Beccander                   | 1600-1667  | Kyrkoherde och kontraktsprost.               |
| 1667-1697 | Magnus Petris Sundius              | 1624-1697  | Kyrkoherde och kontraktsprost.               |
| 1698-1712 | Harald Norraeus                    | 1661-1712  |                                              |
| 1712-1744 | Johannes Wenelius                  | 1663-1744  | Kyrkoherde och kontraktsprost.               |
| 1745-1778 | Johannes Bartholdi Duraeus         | 1697-1778  |                                              |
| 1780-1794 | Johan Segersteen                   | 1737-1794  |                                              |
| 1796-1809 | Matthias Sundevall                 | 1763–1847  | Senare kyrkoherde i Skänninge församling.    |
| 1808-1813 | Adolf Nordvall                     | 1754-1813  | Kyrkoherde och kontraktsprost.               |
| 1814-1815 | Johan Peter Erling                 | 1779-1815  |                                              |
| 1815-1821 | Adolf Fougberg                     | 1768-1821  |                                              |
| 1822-1844 | Gustaf Ringqvist                   | 1791-1844  | Kyrkoherde och kontraktsprost.               |
| 1844-1873 | Anders Hedner                      | 1801-1873  | Kyrkoherde och kontraktsprost.               |
| 1875-1896 | Jonas Gustaf Sjöstrand             | 1813-1896  | Kyrkoherde och kontraktsprost.               |
| 1896-1913 | Oskar Wågman                       | 1849-1913  |                                              |
| 1915-1920 | Isak Thomasson                     |            | Senare kyrkoherde i Västra Hargs församling. |
| 1920-1932 | Karl Adolf Georg Karlsson Fridholm | 1860-1946  | Kyrkoherde                                   |
| 1932–1972 | Sigurd Högquist                    |            |                                              |
| 1972–1982 | Jan Axel Klint                     |            |                                              |
| 1983–2004 | Birgitta Carsnäs                   | 1945–      | [ 5 ]                                        |
| 2005–     | Jenny Ahlén                        |            |                                              |

### Komministrar
| Ämbetstid | Namn                           | Levnadstid | Övrigt                                        |
| --------- | ------------------------------ | ---------- | --------------------------------------------- |
| 1629-1656 | Vasto Ingemari Sedbyensis      | -1668      |                                               |
| 1656-1667 | Magnus Petris Sundius          | 1624-1697  | Senare kyrkoherde i församlingen.             |
| 1689-1690 | Andreas Erici Wretzenius       | 1655-1690  |                                               |
| 1692-1698 | Harald Norraeus                | 1661-1712  | Senare kyrkoherde i församlingen.             |
| 1699-1700 | Johannes Bjugg                 |            | Senare kyrkoherde i Västra Husby församling.  |
| 1700-1734 | Laurentius Hemmingi Schorelius | 1659-1735  |                                               |
| 1734-1745 | Johannes Bartholdi Duraeus     | 1697-1778  | Senare kyrkoherde i församlingen.             |
| 1745-1750 | Jonas Vastesson Luthander      | 1706-1750  |                                               |
| 1751-1760 | Anders Lundvall                | 1713-1760  |                                               |
| 1760-1788 | Barthold Meurling              | 1721-1788  |                                               |
| 1789-1799 | Adam Hallenroth                | 1746-1799  |                                               |
| 1800-1805 | Nils Peter Wistrand            |            | Senare kyrkoherde i Ukna församling.          |
| 1805-1808 | Anders Kylander                | 1766-1808  |                                               |
| 1811-1813 | Samuel Hadorph                 |            | Senare komminister i Målilla församling.      |
| 1813-1822 | Carl Törner                    | 1760-1822  |                                               |
| 1823-1838 | Johan Lorentz Lodén            | 1793-1838  |                                               |
| 1841-1853 | Fredrik Lorentz Hultner        | 1798–1869  | Senare kyrkoherde i Västra Stenby församling. |
| 1853-1864 | Fredrik Lejman                 |            | Senare kyrkoherde i Västra Hargs församling.  |
| 1864-1875 | Lars Peter Broman              | 1833–1913  | Senare kyrkoherde i Ljungs församling.        |
| 1875-1883 | Johan Gustaf Nyrén             |            | Senare kyrkoherde i Kvillinge församling.     |
| 1883-1903 | Adolf Viktor Andersson         |            | Senare kyrkoherde i Hagebyhöga församling.    |